# 張思晉
張思晉，(Anderson Cheung，1981年-)，香港民建聯成員，建制派年青一代代表人物。自2007年成為第二屆青年民建聯委員後，連任第三及第四屆青年民建聯副主席，亦是第三屆民建聯副發言人，負責環境事務，正發言人則為陳克勤。張思晉曾參與2007年及2011年區議會選舉，兩次均落敗。

## 個人簡歷
張思晉為第一屆嶺南大學實踐哲學系碩士畢業生，亦曾於香港樹仁大學修讀社會學。曾擔任民建聯中常委、區議員陳曼琪助理，現為民建聯立法會議員陳鑑林辦事處社區主任。

## 相關事件

### 2008年北京奧運護聖火事件
2008年，張思晉於北京奧運在香港區傳遞聖火時，於facebook成立網上群組並組成香港聖火護衛團，組成200名網民加入，於當日沿途護衛聖火。
發起人張思晉有感聖火在中華人民共和國境外已多次受到衝擊，身為中國人便有責任確保火炬接力得以順利進行。並於聖火傳送時在沙田、尖沙咀及港島聚集，一旦有示威者企圖衝向火炬手，他們將“配合警方指示”，“築成人鏈阻隔”。是次活動成為網民以facebook發起運動的先驅。
香港大學哲學系女生陳巧文決定於火炬接力當日展示雪山獅子旗，以抗議北京當局對西藏的高壓政策，以及對西藏的人權自由表達關注，但她澄清並非支持西藏獨立，期間被警察帶走。
聖火事件後，明報曾邀約兩者進行對談專訪，標題為「兩個新生代，兩種國家觀」 （页面存档备份，存于），大談對愛國、六四等看法。

### 反高鐵 VS 撐高鐵
2009年下半年，香港社會為興建高鐵事宜爭論不休，網民出現激烈反陣，組成反高鐵陣營，包括有反高鐵停撥款大聯盟、菜園村關注組以及八十後反高鐵青年等組織，並發動「萬人包圍立法會」。張思晉有感社會上沉默的大多數是支持香港興建高鐵，希望社會有發展，並反對部份激進80後的激烈抗爭行動，於是在網上發起「我都係80後，但我唔鍾意激進！」，並協助「撐高鐵大聯盟」的組成，以及成為「撐高鐵陣線」的召集人。
2010年1月16日，香港電台廣播節目《星期六問責》移師皇后像廣場舉行，並邀請了「反高鐵大聯盟」召集人陳景輝、「撐高鐵陣線」發言人呂迪明、青年民建聯副主席張思晉進行同場辯論。